# لي توك (لاعب كرة قدم)
لي توك (بالإنجليزية: Lee Tuck) هو لاعب كرة قدم بريطاني في مركز الهجوم، ولد في 30 يونيو 1988 في هدرسفيلد في المملكة المتحدة. لعب مع إف سي بانكوك ونادي هاليفاكس تاون.

## وصلات خارجية
- لي توك على موقع قاعدة بيانات كرة القدم.إي يو (الإنجليزية)
- لي توك على موقع ناشيونال فوتبول تيمز (الإنجليزية)
- لي توك على موقع Soccerway.com (الإنجليزية)